# 화산면 (해남군)
화산면(花山面)은 대한민국 전라남도 해남군의 면이다.

## 행정 구역
- 가좌리(可座里)
- 관동리(關東里)
- 금풍리(金豊里)
- 방축리(方丑里)
- 부길리(富吉里)
- 삼마리(三馬里)
- 석호리(石湖里)
- 송산리(松山里)
- 안호리(安湖里)
- 연곡리(蓮谷里)
- 연정리(蓮井里)
- 월호리(月湖里)
- 율동리(栗洞里)
- 평호리(平湖里)
- 해창리(海倉里)

## 교육
- 화산초등학교
- 화산서초등학교 (폐교) - 화산면 월호리 766
- 화산남초등학교 (폐교) - 화산면 사포길 10 (평호리)
- 화산중학교